# Nicolau de Cusa
Nicolau de Cusa ou Nicolau Krebs ou Chrypffs (Cusa, Tréveris, Sacro Império Romano-Germânico, 1401 – Todi, Úmbria, Estados Papais, 11 de agosto de 1464) foi um cardeal da Igreja Católica Romana, um dos primeiros filósofos do humanismo renascentista, e autor de inúmeras obras, sendo a principal delas Da Douta Ignorância, publicada em 1440.
Como filósofo, Nicolau ficou conhecido por ideias que absorvera tanto da literatura antiga quanto medieval, como, por exemplo, o neoplatonismo e o neoplatonismo cristão. Seus pensamentos giravam em torno do conceito de cooperação: o objectivo de alcançar a mais ampla unidade possível, segundo ele, seria o meio para a humanidade se chegar a um sentido mais elevado. Também defendia que os efeitos da mentalidade presente desenvolveriam algo em comum para um consenso de tolerância religiosa.

## Biografia
Nasceu na vila de Cues (Cusa em latim) no rio Mosela, arquidiocese de Trier, Alemanha. Filho de Johann Cryfftz (Krebs ou Cancer). Seu primeiro nome também é listado como Nicolas, Nicolaus, Niccolò ou Nicholas; e seu sobrenome como de Kues, Cues, Cusanus ou Cusano. Ele foi chamado de Cardeal de S. Pietro in Vincoli.
Estudou em Deventer; na Universidade de Heidelberg, 1416; na Universidade de Pádua, 1417-1423 (doutorado em direito canônico); discípulo em Pádua do futuro cardeal Giuliano Cesarini; e na Universidade de Colônia, 1425-1428 (filosofia e teologia). Atuou como pastor em Altrich em 1425; secretário do cardeal legado Giordano Orsini em 1426; cônego regular e reitor do mosteiro de Wotobergen; deão de São Floriano, Coblentz, 1427; professor de direito canônico na Universidade de Louvaina a partir de 1428; a serviço do príncipe-bispo de Trier, 1428-1430; secretário e chanceler do conde von Manderscheid, 1430-1432. Protonotário apostólico. Participou do Concílio de Basileia a partir de 1432 e logo se aliou ao partido do Papa Eugênio IV. Reitor de Munstermaifeld em 1435.
Nicolau foi ordenado ao sacerdócio em 1436. Enviado pelo papa em setembro de 1437, junto com Antonio Martínez, a Constantinopla para mover os gregos em direção à união com a Igreja Católica; retornou com eles ao Concílio de Florença. Núncio perante o rei da França contra o antipapa Félix V. Arquidiácono de Brabante, diocese de Liège em 1442. Legado papal para as Dietas de Mainz em 1441; Fraknfurt em 1442; de Nuremberg em 1444; Franfurt, novamente, em 1º de setembro de 1446; e mais tarde, para a de Frankfurt, em 1º de setembro de 1446.
Criado cardeal em segredo pelo Papa Eugênio IV, mas nunca foi publicado; ele recebeu vários votos no conclave de 1447. O novo Papa Nicolau V o enviou como legado à Dieta de Aschaffenbourg em julho de 1447. Criado cardeal-presbítero no consistório de 20 de dezembro de 1448; recebeu o título de S. Pietro in Vincoli em 3 de janeiro de 1449. Ele entrou em Roma em 11 de janeiro de 1450 usando um chapéu preto; no mesmo dia, o papa concedeu-lhe o chapéu vermelho; em 19 de janeiro, as cerimônias finais de sua criação cardinalícia ocorreram. Compareceu às cerimônias iniciais do Ano Jubilar de 1450.
Eleito bispo de Brixen em 23 de março de 1450; ocupou a sé até sua morte. Consagrado em 24 de abril de 1450, basílica patriarcal do Vaticano, pelo Papa Nicolau V. Nomeado legado na Alemanha, Boêmia e Países Baixos para o jubileu e a reforma da ordem religiosa, ele deixou Roma em 31 de dezembro de 1450; presidiu um sínodo em Salzburgo em fevereiro de 1451; foi para Viena e o Imperador Frederico III o confirmou como bispo de Brixen em 1º de março de 1451; celebrou um sínodo em Bamberg em maio de 1451; no final daquele mês, presidiu o 14º capítulo provincial dos beneditinos em Wurzbourg; ele estava em Erfurt em 29 de maio; em junho, presidiu um sínodo provincial em Magdebourg; visitou os Países Baixos; retornou a Trier e fundou em Cues o hospital São Nicolau com sua irmã e seu amigo, o pastor de Berncastel; nomeado, em agosto de 1451, legado na Inglaterra e nos estados do duque de Borgonha; presidiu um sínodo em Mainz em novembro de 1451; foi para a Inglaterra e Borgonha em dezembro daquele ano.
O Cardeal retornou à Alemanha e presidiu um sínodo provincial em Colônia de 24 de fevereiro a 8 de março de 1452; tomou posse de sua diocese; participou da Dieta de Regensburg em junho; em 19 de agosto de 1452, foi nomeado legado na Boêmia e, no final de outubro, legado perante Frederico III; retornou a Roma em 5 de março de 1453. Deixou Roma para sua diocese em 29 de maio de 1453. De acordo com os regulamentos do Concílio de Basiléia, ele celebrou sínodos diocesanos em 1453, 1454, 1455 e 1457. Participou da Dieta de Regensburg em 2 de maio de 1455. Não participou do conclave de 1455, que elegeu o Papa Calisto III. Nomeado pelo novo Papa legado na Inglaterra e na Alemanha; ele poderia deixar sua diocese naquele ano. O papa escreveu a ele em agosto de 1457 sobre a guerra contra os turcos. Em 1458, ele preparou um projeto de reforma do clero. Ele não participou do conclave de 1458, que elegeu o Papa Pio II. Chegou a Roma em setembro de 1458 e foi recebido por seu amigo, o novo Papa. Em 11 de janeiro de 1459, o papa o nomeou vigário geral de Roma e governador da cidade; ele manteve a ordem e foi parabenizado pelo pontífice em 9 de junho.
Cardeal de Cusa foi para Mântua em novembro de 1459 por seu conflito com o duque Sigismondo do Tirol sobre sua diocese; ele não teve sucesso e retornou a Brixen em 19 de janeiro de 1460; na Páscoa, o duque levou o cardeal embora e o aprisionou; ele não foi libertado até assinar um tratado desvantajoso; chegou a Siena, onde o papa estava, em 28 de maio de 1460. Ele estava em Viterbo em junho de 1462. Camerlengo do Sagrado Colégio dos Cardeais, 1463 até 28 de janeiro de 1464. Em junho de 1464, ele foi enviado para o encontro de 5.000 cruzados que estavam indo para Roma. Foi autor de inúmeras obras em teologia e ciência, que foram publicadas em três tomos in folio em Basiléia em 1565. Diz-se dele que ele foi o último pensador medieval e o primeiro pensador renascentista e o maior teólogo de seu tempo. Foi um pregador eminente e muitos de seus sermões ainda estão preservados. Ele era amigo dos sábios de sua época e apoiava a teoria de que a Terra se movia em torno do Sol, muito antes de Nicolau Copérnico, Johannes Kepler e Galileu Galilei. Ele também se interessou pela invenção da imprensa e fundou um seminário em Deventer.
Cardeal Nicolau de Cusa faleceu em Todi e foi enterrado na igreja de S. Pietro in Vincoli, Roma; seu coração foi levado para Cues e depositado no coro da capela do hospital de São Nicolau; uma placa de cobre marca o local; na mesma capela está o túmulo de sua irmã.

## Obras
Escreveu De concordantia catholica (1433), dedicada aos seus colegas do Concílio, no qual ele expressou apoio à supremacia dos concílios gerais da igreja sobre a autoridade do papado. Na mesma obra, ele discutiu a harmonia da igreja, traçando um padrão para a concórdia sacerdotal a partir de seu conhecimento da ordem dos céus. Em 1437, no entanto, ao descobrir que o concílio não teve sucesso em preservar a unidade da igreja e promulgar as reformas necessárias, Nicolau reverteu sua posição e se tornou um dos seguidores mais fervorosos do Papa Eugênio IV.
Um modelo do “homem renascentista” por causa de sua aprendizagem disciplinada e variada, Cusa era hábil em teologia, matemática, filosofia, ciência e artes. Em De docta ignorantia (1440; “Sobre a ignorância erudita”), ele descreveu o homem erudito como alguém que está ciente de sua própria ignorância. Nesta e em outras obras, ele tipicamente tomou emprestados símbolos da geometria para demonstrar seus pontos, como em sua comparação da busca do homem pela verdade com a tarefa de converter um quadrado em um círculo.
Entre os outros interesses de Cusa estavam a medicina diagnóstica e a ciência aplicada. Ele enfatizou o conhecimento por meio da experimentação e antecipou o trabalho de Copérnico ao discernir um movimento no universo que não se centrava na Terra, embora a Terra tenha contribuído para esse movimento. O estudo de Cusa sobre o crescimento das plantas, do qual ele concluiu que as plantas absorvem nutrientes do ar, foi o primeiro experimento formal moderno em biologia e a primeira prova de que o ar tem peso. Vários outros desenvolvimentos, incluindo um mapa da Europa, também podem ser rastreados até Cusa. Um colecionador de manuscritos que recuperou uma dúzia de comédias perdidas do escritor romano Plauto, ele deixou uma extensa biblioteca que continua sendo um centro de atividade acadêmica no hospital que ele fundou e concluiu em seu local de nascimento em 1458.
Na biblioteca de Cusa, mais de 310 manuscritos foram preservados, como o Códice Cusano 220, que inclui um sermão proferido por Nicolau de Cusa em 1430, intitulado In principio erat verbum (No princípio era o Verbo). Nesse sermão em defesa da Trindade, Cusa utiliza a grafia latina Iehoua para se referir ao nome de Deus, hoje conhecido pelas grafias Jeová ou Javé, em português. Na folha 56, em referência ao nome divino, há a seguinte declaração:
"Ele [o nome] é dado por Deus. É o Tetragrama, isto é, nome composto por quatro letras. [...] Esse é, sem dúvida, o santíssimo e grande nome de Deus."
Este códice, do início do Século XV, é um dos mais antigos documentos existentes onde o Tetragrama é traduzido pela forma latinizada Iehoua, indicando que formas do nome do Deus mencionado na Bíblia, similares a Jehovah ou Jeová, têm sido por séculos a transcrição literária mais comum do nome divino.

## Pensamento filosófico
- Todo conhecimento vai desde o conhecido até o desconhecido, mediante o estabelecimento de proporcionalidades.
- Não existe proporção perfeita entre a coisa conhecida e nosso conhecimento dela, nem em geral entre o medido e a medida. A ciência humana é por isso, conjectural.
- Deus é ratio essendi e ratio cognoscendi de toda a realidade; de modo que qualquer investigação filosófica tem por horizonte a Deus. Não há pergunta nem ente que não suponha necessariamente a Deus como princípio.

## Obras mais importantes
- In principio erat verbum, incluído no Códice Cusano 220 (1430)
- De concordantia catholica (1434)
- De docta ignorantia (1440)
- De coniecturis (1441)
- Idiota de mente, Idiota de sapientia, Idiota de staticis experimentis (1450)
- De visione Dei (1453)
- De Possest (1460)
- Compendium sive compendiossisima directio (1463)
- De apice theoriae (1464)

## Ligações Externas
- «Acta Cusana» (em alemão)
- Casarella, Peter J. (ed.). «Cusanus: A Legacy of Learned Ignorance» (em inglês). Catholic University of America Press, 2006